# Gehyra pilbara
Gehyra pilbara är en ödleart som beskrevs av  Mitchell 1965. Gehyra pilbara ingår i släktet Gehyra och familjen geckoödlor. IUCN kategoriserar arten globalt som livskraftig. Inga underarter finns listade i Catalogue of Life.